# 異聞集
『異聞集』（いぶんしゅう、希: Περὶ θαυμασίων ἀκουσμάτων、羅: De mirabilibus auscultationibus、英: On Marvellous Things Heard）とは、アリストテレス名義の自然学短篇著作の1つであり、『小品集』を構成する9篇の内の1つ。アリストテレスの作品ではなく、ペリパトス派（逍遙学派）の後輩たちの作品と見られている。
文字通り、各地の自然・動植物に関する「珍しい伝聞」を集めたもの。

## 内容
以下の全178の「異聞」が集められている。
| 順番 | 対象       | 説明                                         |
| ---- | ---------- | -------------------------------------------- |
| 1    | ボリントス | パイオニアのヘサイノス山に棲む牛に似た動物。 |

## 日本語訳
- 『アリストテレス全集10』 岩波書店、1969年